# Meagan Rath
Meagan Rath (ur. 18 czerwca 1986 r. w Montrealu) – kanadyjska aktorka filmowa i serialowa.

## Filmografia
- 2001: Zagubione jako Allison's Friend #3[2]
- 2004: Fries with That jako Molly / Customer[2]
- 2004–2006: 15/Love jako Adena Stiles[2]
- 2006: 10.5: Apocalypse jako Rachel[2]
- 2007: My Daughter's Secret jako Courtney[2]
- 2007: Mój własny ślub jako Tracy[2]
- 2008: Prom Wars: Love Is a Battlefield jako Jen L.[2]
- 2009: Aaron Stone jako Tatianna Caine[2]
- 2009: The Assistants jako Rigby Hastings[2]
- 2011: Cyber-prześladowca jako Cheyenne Mortenson[2]
- 2011–2014: Być człowiekiem jako Sally Malik[2]
- 2013: Three Night Stand jako Sue[2]
- 2014: Kingdom jako Tatiana[2]
- 2015–2016: Jess i chłopaki jako May[2]
- 2015: Podejrzany jako Nicole[2]
- 2015: Banshee jako Aimee King[2]
- 2016: Cooper Barrett's Guide to Surviving Life jako Kelly Bishop[2]
- 2017–2018: Hawaii Five-0 jako Tani Rey[2]
- 2017: The Trustee jako Eliza Radley[2]
- 2017: Twardzielka jako Clea Annou[2]